# خوسيه مانويل دي ميلو
خوسيه مانويل دي ميلو هو شخصية أعمال برتغالي، ولد في 8 ديسمبر 1927 في كاشكايش في البرتغال، وتوفي في 16 سبتمبر 2009.